# Хайрутдинов, Авзал Насретдинович
Авзал Насретдинович Хайрутдинов (1924—2017) — советский и российский виолончелист и музыкальный педагог. Отец Рустема и Халиды Хайрутдиновых. Заслуженный деятель искусств РСФСР (1977).

## Биография
Окончил Казанское музыкальное училище и Казанскую консерваторию (класс Александра Броуна), затем аспирантуру Московской консерватории (у Семёна Козолупова). Участник Великой Отечественной войны (1942—1945, вплоть до взятия Берлина).
На протяжении нескольких десятилетий один из ведущих педагогов Казанской консерватории.
В 2015 году награждён орденом «За заслуги перед Республикой Татарстан» за многолетнюю творческую деятельность, значительный вклад в развитие культуры и музыкального искусства, подготовку высококвалифицированных специалистов